# Božetín (tvrz)
Božetínská tvrz je zaniklé panské sídlo v Božetíně u Nového Kostela v okrese Cheb. Zachovalo se po ní pouze okrouhlé tvrziště na západním okraji vesnice, které je od roku 1963 chráněno jako kulturní památka.

## Historie
O tvrzi se nedochovaly žádné písemné prameny. Vznikla pravděpodobně na přelomu třináctého a čtrnáctého století, kdy vesnice patřila klášteru ve Waldsassenu. Stavitelem mohl být některý z klášterních služebníků, který spravoval okolní panství. Tvrz zanikla nejspíše v patnáctém století.

## Stavební podoba
Z tvrze se zachovalo okrouhlé tvrziště o průměru šestnáct metrů. Obepínal ho vodní příkop široký až patnáct metrů, do kterého se zřejmě napouštěla voda ze sousedního malého rybníka. Po zániku tvrze se na jejím místě pásl dobytek a později na něm byla postavena stavba, která zanikla někdy po roce 1900. Jihozápadní okraj tvrziště byl narušen těžbou zeminy a celé tvrziště je ohroženo zemědělskou činností na sousedním poli.

## Přístup
Místo, kde tvrz stála, je volně přístupné a nachází se v těsném sousedství silnice, po které je značena cyklotrasa č. 2132 z Milhostova do Lubů. Ve vegetačním období je tvrziště zarostlé hustou vegetací.